# دانييلا كوهن
دانييلا كوهن (بالألمانية: Daniela Kühn)‏ هي رياضياتية ألمانية، ولدت في 1973.